# Pansement compressif

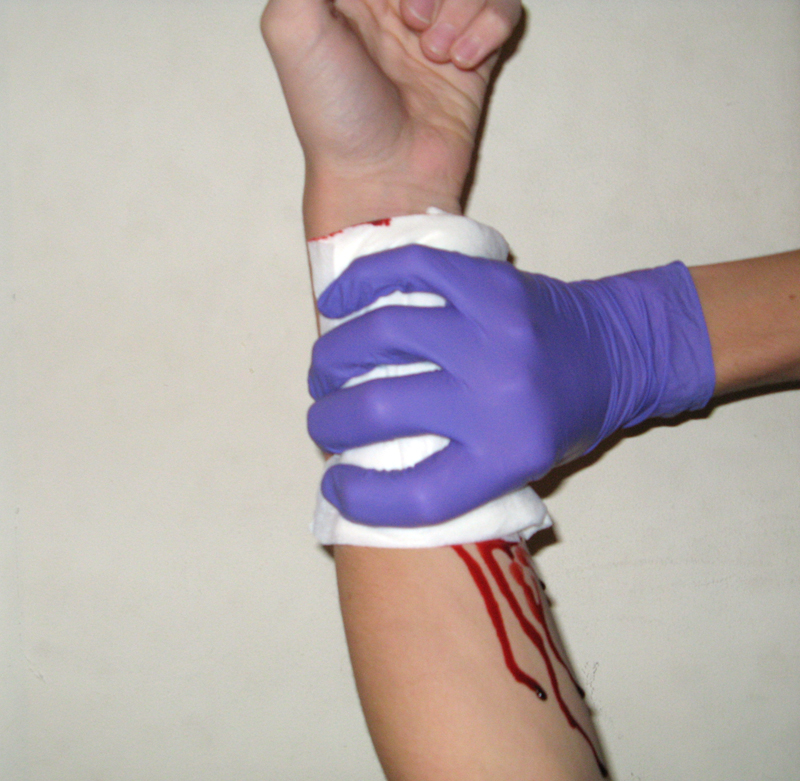
Application d'un tampon compressif sur une plaie hémorragique afin d'en limiter le saignement. Le membre est surélevé afin de limiter mécaniquement l'afflux sanguin

Un pansement compressif est un pansement qui possède la caractéristique d'exercer une pression sur une plaie afin de juguler ou de prévenir une hémorragie.

## Principe de fonctionnement
L'objectif de ce type de pansements est d'arrêter ou de limiter un saignement abondant en appliquant une forte pression sur la lésion à l'aide d'un tampon (une compresse ou un linge propre) et d'un système de maintien (une bande ou une pression manuelle) sur une lésion cutanée hémorragique en comprimant le réseau sanguin sous-jacent à la plaie au niveau de la peau.
Il ne peut se réaliser que sur une plaie franche sans corps étrangers ni morceaux d'os (fracture ouverte). Contrairement au garrot qui interrompt totalement la circulation sanguine, le pansement compressif peut rester en place plusieurs heures durant, jusqu'à 24 heures lors de cathéterisme artériel par exemple.
Cette technique est maintenant préférée (en formation PSC1) à la mise en place d'un garrot ou l'utilisation d'un point de compression qui bloquent l'afflux de sang d'une artère.
La mise en place d'un garrot tourniquet est de nouveau enseignée dans les formations de secourisme, dans des circonstances exceptionnelles.

## Procédés

### En milieu hospitalier
Le pansement compressif est réalisé dans la plupart des cas dans les suites immédiates d'une intervention chirurgicale, ou chez une personne à fort risque hémorragique en cas de brèche cutanée. Il est généralement constitué d'un paquet de compresses maintenu par une bande élastique adhésive. Les compresses peuvent être complétées par un pansement hémostatique.

### En situation d'urgence ou lors d'un secours à une victime
Il est possible de se servir d'un linge propre (un vêtement, un mouchoir, une serviette, un torchon). Il est préférable d'éviter d'utiliser du papier ménage qui sera difficile à décoller.
Ce tampon de fortune peut être maintenu à l'aide de la main ou d'un lien large (comme un foulard, une écharpe). Il est important d'éviter d'utiliser des liens trop fins (comme une corde) qui agiraient comme garrot. Certaines trousses d'urgence du commerce contiennent des dispositifs prêts à l'emploi similaires aux pansements hospitaliers.
Dans la mesure du possible, il est important de se protéger du contact avec le sang de la personne en mettant des gants ou en se servant d'un sac plastique placé par-dessus le tampon. En cas de contact avec le sang, il est fortement recommandé de contacter un médecin afin d'évaluer un éventuel risque de contamination par des maladies transmissibles par le sang.
Le coussin hémostatique d’urgence (CHU) est un dispositif permettant, en secourisme, d'arrêter une hémorragie externe. Il se présente généralement dans un sachet contenant un coussin relié à une bande élastique ; y est ajouté parfois une compresse stérile (mais aujourd'hui, la plupart des coussins sont stériles) et une paire de gants pour le sauveteur. Ce dispositif est présent dans les lots de secours des secouristes et parfois dans les trousses de secours accessible au grand public.
Il s'utilise en appliquant le coussin sur la plaie (la compresse stérile intercalée entre si nécessaire), puis en le serrant à l'aide de la bande élastique en faisant plusieurs fois le tour du membre.

### Surveillances
L'efficacité du pansement est à évaluer rapidement : le critère principal étant l'arrêt de l'hémorragie au niveau de la lésion. Si malgré tout du sang continue à s'extérioriser, il convient de renforcer le premier pansement, et non de l'enlever.
Il faut également surveiller l'état de la personne dans le cadre des premiers secours.